# Söderköpingsån
Storån (anche erroneamente noto come Söderköpingsån), è un fiume nell'Östergötland. Il fiume Söderköpingsån originale, che è stato in gran parte sostituito dal canale Göta, inizia il suo corso a Roxen (Brasken) e supera il lago Asplången. Da Asplången, il fiume rimane e scorre insieme allo  Storån subito dopo Nybble. Lo Storån scorre quindi attraverso Söderköping per poi sfociare a Slätbaken (Mar Baltico) vicino a Söderköping. La lunghezza del fiume è di circa 25 km. Tuttavia, il fiume riceve un affluente molto più grande da sud pochi chilometri prima dell'estuario. Questo affluente, Tvärån, che a monte è anche chiamato Hällaån e Gusumsån, tra gli altri, ha le sue sorgenti vicino alla chiesa di Värna (comune di Åtvidaberg) e scorre attraverso i laghi Risten (62 m sul livello del mare), Såken (62 m sul livello del mare), Borken (60 m s.l.m.), il significativo lago Yxningen (38 m s.l.m.) e i laghi Byngaren e Strolången (28 m s.l.m.). Se si conta la distanza più lunga dalle sorgenti dell'intero sistema idrico all'estuario, si arriva a 82 km. Il bacino di utenza totale di Söderköpingsån è di 882 km². Nel registro dei principali bacini idrografici della Svezia, Söderköpingsån è il numero 68.